# Sualocin
Sualcin, eller Alfa Delphini är en multipelstjärna i stjärnbilden Delfinen. Stjärnans egennamn fastslogs av den Internationella astronomiska unionen så nyligt som i maj 2016
Alfa Delphini består av sju stjärnor, som fått beteckningarna A-G. A och G är en fysisk dubbelstjärna, medan komponenterna B, C, D, E och F endast är optiska, och därmed inte har någon fysisk koppling till stjärnsystemet Alfa Delphini A och G.